# Aneka
Aneka, artistnamnet på Mary Sandeman, född 20 november 1954 i Edinburgh, är en skotsk sångerska. Aneka hade en hit 1981 med låten "Japanese Boy". Den blev etta på singellistan i bland annat Storbritannien och Sverige. Under 1980-talet sjöng hon flera gånger klädd i kimono.
Aneka övergick snart till en karriär inom skotsk folkmusik. Hon har bland annat framträtt tillsammans med Scottish Fiddle Orchestra, såväl vid konserter som på skiva. År 1994 producerade hon en TV-dokumentär med titeln Aite Mo Ghaoil: Mary Sandeman and Islay. Hon har också medverkat i musikprogram i STV, till exempel Thingummyjig and Hogmanay. Aneka sjunger på engelska och skotsk gaeliska.

## Diskografi

### Album
- 1981 – Aneka

### Singlar
- 1981 – "Japanese Boy"
- 1981 – "Little Lady"
- 1982 – "Ooh Shooby Doo Doo Lang"
- 1982 – "I Was Free"
- 1983 – "Heart to Beat"
- 1984 – "Rose, Rose, I Love You"